# Rusty Nail
「Rusty Nail」（ラスティ・ネイル）은 일본의 록 밴드 X JAPAN이 1994년 7월 10일에 발매한 10번째 싱글이다.
밴드 최초로 오리콘 싱글 차트 1위를 차지하여 세일즈로는 전작 "Tears"에 이은 밴드의 두 번째 매출을 올렸다. 이 차트의 집계상 매우 불리한 일요일 (통상 수요일)으로의 발매임에도 불구하고 발매주 차트에서 1위를 차지했다는 점에서 이 데일리 차트의 집계로 보면 실질 하루 이틀 만에 주간 1위를 차지한 셈이다. 이어 다음 주 오리콘 차트에서도 1위를 차지하며 밴드 최다인 2주 연속 오리콘 차트 1위를 기록했다.
1994년에 방송된 칸사이 TV·후지 TV 계열 드라마 「네가 보이지 않는다」 (君が見えない)의 주제가이다. 악곡 완성이 지연된 탓에 총 8화 중 본작 발매 직전인 5화까지는 데모테이프 음원이 사용됐다. 2008년에는 스즈키 「스위프트」 TV - CF송으로서 사용되었다.

## 해설
1990년에 발매된 'WEEK END'의 제2장으로 만들어진 곡이다. B 멜로 도중에 "WEEK END"의 인트로 부분에서 PATA가 연주하는 아르페지오가 그대로 들어가 있으며, 사의 내용도 "WEEK END"에서 발상한 것이다. 인트로에서 전편에 걸쳐 신시사이저의 시퀀스 문구가 펼쳐지는 등 지금까지의 작풍과는 약간 다른 인상을 받는 악곡이다. 싱글곡에서는 록이나 메탈에 해당되지 않는 계통의 악곡도 발표되었지만, 모두 발라드곡에 한정되어 있었다. 본작에서는 록색을 남기면서도 요시키 나름의 J-POP 색을 더해 구성되어 있다. YOSHIKI는 당초 너무 팝 음악 장르로 지나칠 수도 있다며 우려를 표하였다. 또한 본곡의 연주 시간 5분 28초는 장편곡을 특징으로 하는 X JAPAN의 싱글 A면곡으로서는 비교적 짧은 시간이었다. (지금까지는 「WEEK END」의 5분 45초가 최단 시간이다.) 이후 1996년 발매된 곡 "CRUCIFY MY LOVE"는 4분 32초로 더 짧지만, 본작 이후 발표된 싱글 A면곡과 비교해도 짧은 악곡이다.
X의 음원은 기본적으로 오른쪽 채널이 리드 기타 담당 HIDE이고 왼쪽 채널이 리듬 기타 담당 PATA인데 왠지 이 곡의 기타 솔로는 HIDE가 연주하고 있음에도 왼쪽 채널에서 흘러나오고 있다.
1994년 이후 거의 모든 라이브에서 연주되었으며 WORLD TOUR Live in TAIPEI까지는 주로 오프닝 곡으로 연주되었다.
후에 스웨덴 밴드 드래곤랜드가 2004년 앨범 스타폴 (スターフォール)의 일본어판 보너스 트랙으로 원곡과 마찬가지로 일본어로 커버곡을 제작했다.

## 뮤직 비디오
싱글 CD 발매로부터 약 5년 후인 1999년에, 애니메이션에 의한 뮤직·비디오가 베스트·앨범 「PERFECT BEST」의 첫 구매 특전으로 부속되었다. 음성은 악곡일 뿐 대사나 효과음 등은 없다. 내용은 멤버 5명을 모티브로 한 캐릭터가 히어로로서 침략자와 싸우는 설정으로, HIDE는 침략자에게 조종당한 손끝으로 등장하고 있다. 이 영상은 엑스재팬 멤버들과 악곡을 사용한 SF 애니메이션 영화를 제작한다는 계획이 있으며, 그 파일럿판으로 만들어진 필름에서 "Rusty Nail"을 위해 재편집된 것임을 발매 당시 신문 지면상에 기록했었다. 그러나 영화 제작은 '세뇌 할마개돈'을 주제로 하던 것이 당시 사회성에 맞지 않아 중단되었고, 오랫동안 파일럿 영상도 들어 있었다.
2010년 1월 6일과 9일 밤에 밴드의 해외 진출에 따라 로스앤젤레스에서 다시 뮤직비디오 제작이 이루어졌으며 감독은 애런 프랫이 맡았다. 6일 촬영은 로스앤젤레스 센터 스튜디오에서 진행되며, 9일 촬영은 할리우드 코닥 극장 옥상에 설치된 특설 무대에서 라이브 퍼포먼스 장면을 공개 촬영했다. 공개 촬영에는 공식 사이트 공지 등을 본 팬 8000여 명이 모였다.
애니메이션 스태프
- 연출 · 그림 콘티 - 사가 사토시 (嵯峨敏)
- 캐릭터 원안 - 아오키 테츠로 (青木哲郎)
- 캐릭터 디자인 · 작화 감독 - 하가토오 (垪和等)
- 프롭 디자인 - 무라카미 겐이치 (村上元一)
- 제작 -  무크 애니메이션 (ムークアニメーション)

## 수록곡
1. Rusty Nail - 5:28
（작사・작곡：YOSHIKI　편곡：X JAPAN）
2. Rusty Nail (Original Karaoke) - 5:28
( 작곡：YOSHIKI　편곡：X JAPAN)

## 수록 앨범
#1
- 『DAHLIA』（스튜디오 앨범, 4위）
- 『Singles 〜Atlantic Years〜』（베스트 앨범, 3위）
- 『PERFECT BEST』（베스트 앨범, Disc1－4위）
- 『X JAPAN BEST 〜FAN'S SELECTION〜』（베스트 앨범, 리마스터판, Disc1－4위）
- 『THE WORLD 〜X JAPAN 初の全世界ベスト〜』（베스트 앨범, Disc1－2위）

오리지널 가라오케 버전은 본 싱글만 수록되어 있다.

## 여담
- 세가 새턴의 게임으로 출시하였던 'X JAPAN 버추얼 쇼크 001'이 Rusty Nail의 또다른 싱글 CD로 주목시키고 있다.